# Pelatachina pellucida
Pelatachina pellucida là một loài ruồi trong họ Tachinidae.